# Раундз, Майкл
Мэрион Майкл «Майк» Раундз (англ. Marion Michael «Mike» Rounds; 24 октября 1954, Хьюрон, Южная Дакота) — американский политик, представляющий Республиканскую партию. 31-й губернатор штата Южная Дакота в 2003—2011 годах.

## Биография
Майк Раундз родился в Хьюроне, штат Южная Дакота, а когда ему исполнилось три года, семья переехала в столицу штата Пирр. У Майка десять младших братьев и сестёр. Он был назван в честь дяди, Мэриона Раундза, погибшего во время Второй мировой войны. Раундз окончил Университет штата Южная Дакота, где получил степень бакалавра в области политологии.
В 1990 году Раундз стал членом сената штата Южная Дакота. Он выиграл выборы у действующего сенатора от Демократической партии Жаклин Келли, набрав 52,5 % голосов. Он был переизбран в 1992 (59,9 % голосов), 1994 (77,3 %), 1996 (66,0 %) и 1998 (74,9 %) годах. С 1995 года Раундз был лидером республиканского большинства в сенате штата.
Раундз сыграл важную роль в принятии многих инициатив губернатора Билла Янклова, в том числе снижении налога на имущество, реформе финансирования школ и приватизации цементного завода.
В декабре 2001 года Раундз выдвинул свою кандидатуру на пост губернатора штата Южная Дакота. На выборах, состоявшихся 5 ноября 2002 года, он победил демократа Джеймса Эбботта, набрав 56,8 % голосов против 41,9 % у соперника. Раундз пользовался высокой популярностью на протяжении большей части своего первого срока, однако, после подписания в 2006 году спорного законопроекта о запрете абортов, его рейтинг несколько снизился. 7 ноября 2006 года Раундз был переизбран на второй срок. На выборах он обошёл демократа Джона Биллиона (61,7 % и 36,1 % голосов соответственно).
После отставки с поста губернатора Раундз стал членом совета Центра двухпартийной политики.
В 2014 году избран в Сенат США.

### Личная жизнь
Во время учёбы в университете Раундз познакомился со своей будущей женой Жан. Они поженились в 1978 году и имеют четверых детей.